# Siproeta epaphus

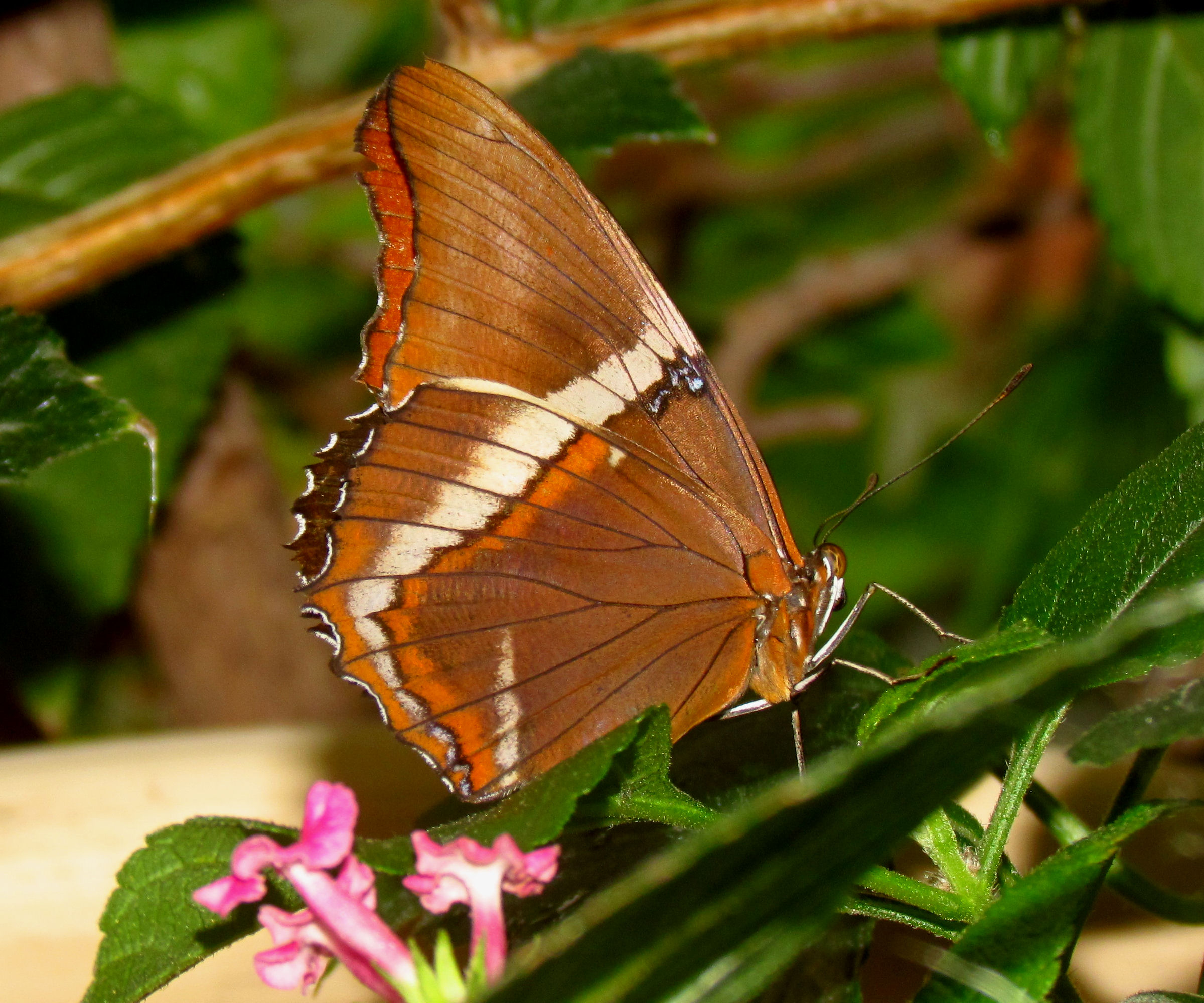
Phía dưới

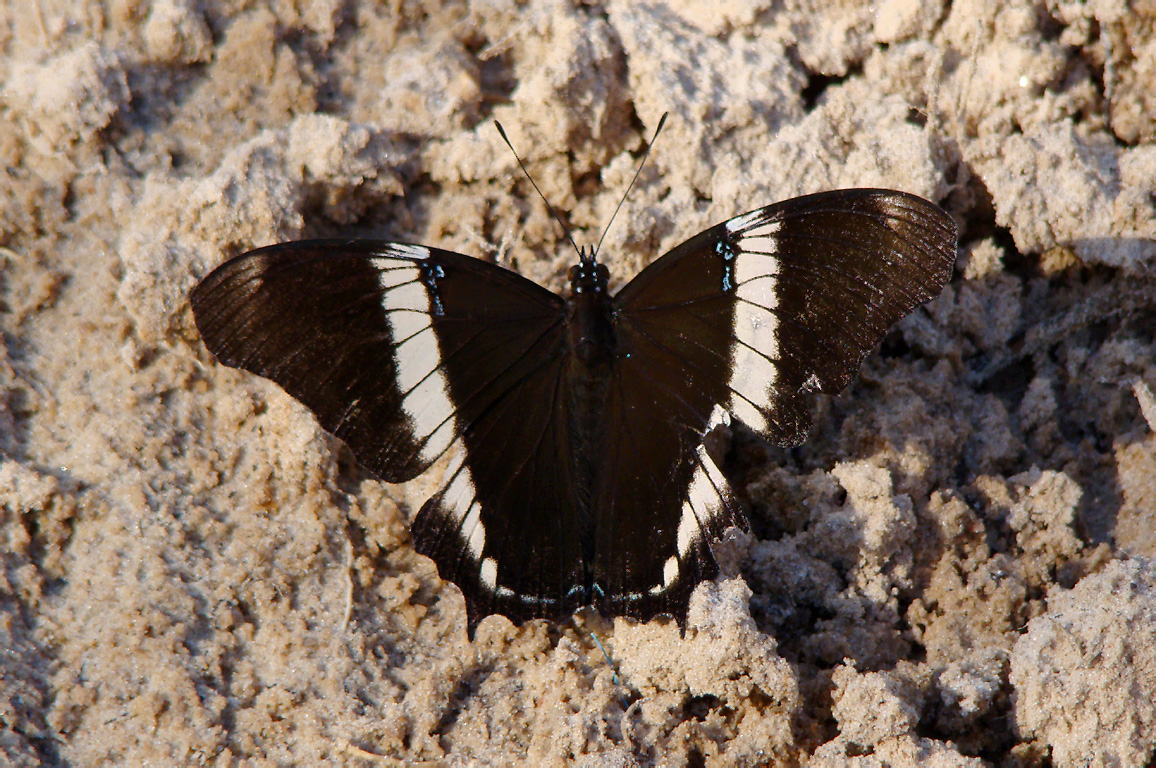
Siproeta epaphus trayja

Siproeta epaphus tiếng Anh Brown Siproeta, là một loài bướm ngày Tân thế giới sinh sống quanh năm ở các nơi sống nhiệt đới. Chúng có cánh lớn, trung bình 7-7,5 cm. Loài này có ba phân loài.